# 扁腳類
扁腳類（Eurypoda）是鳥臀目裝甲类的一個演化支，包含劍龍亞目、甲龍亞目，扁腳類與其他原始物種構成裝甲类。
扁腳類生存於侏儸紀中期到白堊紀末期。目前發現最早的扁腳類是華陽龍，生存於侏儸紀中期。劍龍亞目分布於北美洲、歐洲、亞洲、非洲，繁盛於侏儸紀晚期，在白堊紀早期滅亡。甲龍亞目分布於北美洲、歐洲、亞洲、澳洲、南極洲，出現於侏儸紀晚期（不計算腿龍科），並繁盛於白堊紀。
原始的裝甲亞目恐龍仍以二足方式移動，而扁腳類的鱗甲厚重，所以採四足方式移動，而牠們的後肢大多長於前肢。牠們的手部與腳部骨頭短，缺乏第四趾。恥骨的後突部分短。牙齒短、呈葉狀。身上有皮內成骨（Osteoderms）形成的甲板，劍龍亞目的甲板位在背部到尾巴，以兩排平行排列，甲龍亞目的甲板則覆蓋在身體上方。
扁腳類是由保羅·塞里諾在1986年提出，範圍是包含大面甲龍與狹臉劍龍的最近共同祖先，與共同祖先的所有後代。
以下分類表示參考兩份2011年的甲龍類分類研究：
- 扁腳類 Eurypoda
  - 劍龍亞目 Stegosauria
    - 華陽龍科 Huayangosauridae
    - 劍龍科 Stegosauridae

  - 甲龍亞目 Ankylosauria
    - 結節龍科 Nodosauridae
    - 甲龍科 Ankylosauridae